# 豊島橋

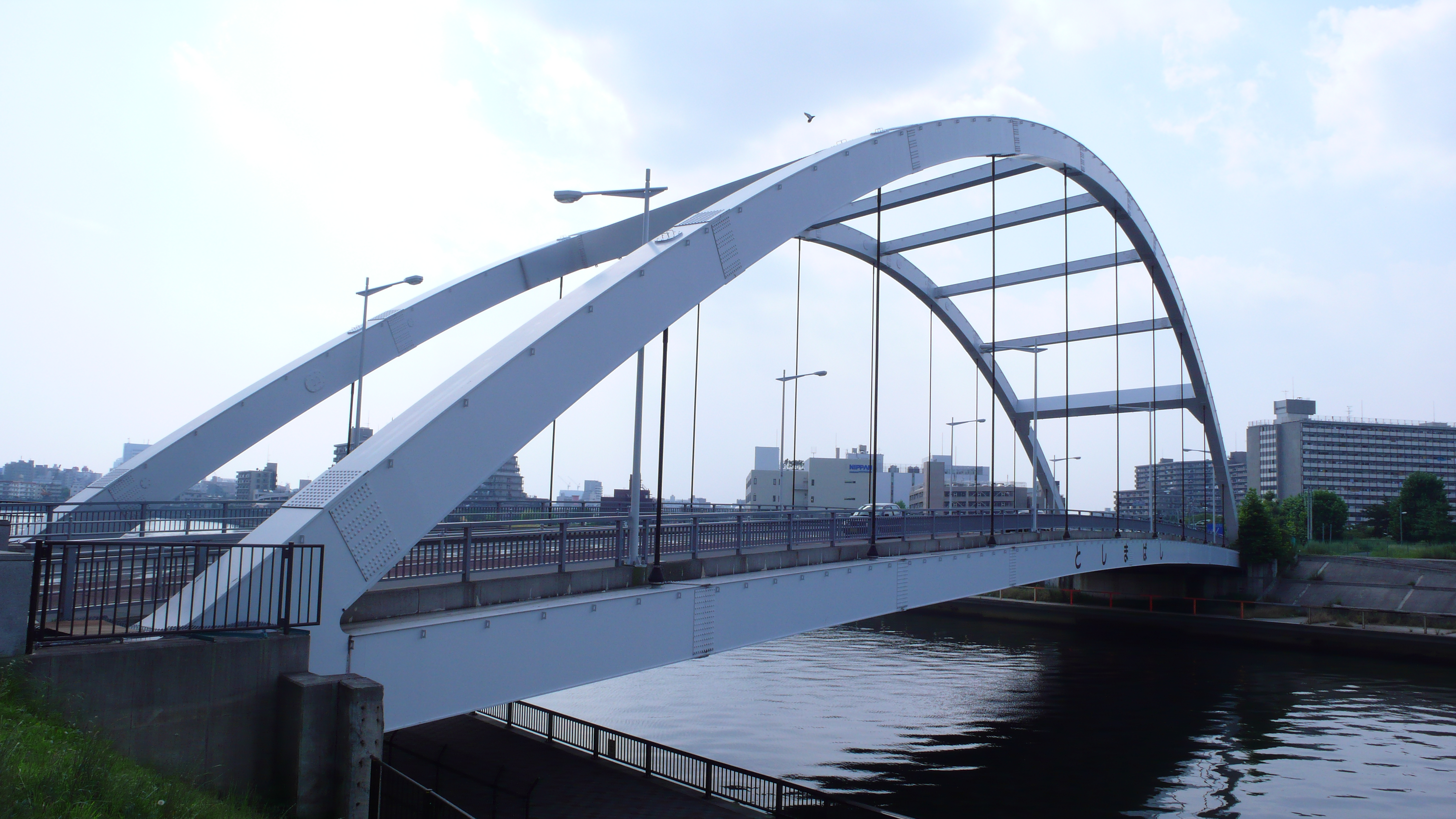
東京都足立区から。（2008年7月）

豊島橋（としまはし）は、隅田川にかかる橋、東京都道501号王子金町市川線を通す。北岸は東京都足立区宮城2丁目、南岸は北区豊島5丁目。橋名は北区の地名にちなむ。

## 現在の橋の概要
- 種別 - 鋼道路橋
- 形式 - 単純下路式鋼ローゼ桁橋
- 橋長 - 106.7 m
- 幅員 - 15.0 m
- 竣工 - 2001年（平成13年）
- 事業主体 - 東京都

## 橋の歴史
もともと現在の橋の上流300メートルほどの隅田川が大きく蛇行する「天狗の鼻」とよばれる場所に鎌倉時代から続くとされる「六阿弥陀の渡し」（豊島の渡しとも）があり、六阿弥陀詣の人々で賑わったと伝わる。1925年（大正14年）、この場所に最初の豊島橋が木橋として架けられた。初代の豊島橋は荒川を渡る同じく木橋の旧江北橋と結ばれていたが、老朽化によって1960年（昭和35年）に下流の現在の位置に両橋ともどもゲルバー式鋼製桁橋として改架された。なお旧江北橋はすぐに撤去されたが、旧豊島橋は1967年（昭和42年）まで存在していた。
2代目の鉄橋は1995年（平成7年）に地盤沈下と老朽化によって再度改架されることとなり、7年の工事期間を経て2001年（平成13年）に現在の橋となった。

## 路線バス
- 都営バス
  - 王40　池袋駅東口 - 王子駅 - 豊島五丁目団地 - 西新井駅
  - 王40丙　王子駅 - 豊島五丁目団地 - 宮城循環
  - 王40出入　北車庫 - 王子駅-豊島五丁目団地 - 西新井駅
  - 東43　豊島五丁目団地 - 小台 - 田端駅 - 駒込病院

## 隣の橋
- 隅田川

（上流） - 新田橋 - 新豊橋 - 豊島橋 - （首都高速道路中央環状王子線） - 小台橋 - （下流）